# Phil Daley (cầu thủ bóng đá)
Phil Daley (sinh ngày 12 tháng 4 năm 1967) là một cựu cầu thủ bóng đá thi đấu ở vị trí tiền đạo tại Football League.
Ông khởi đầu sự nghiệp ở Giải vô địch với Wigan Athletic. Ông có 161 lần ra sân cho câu lạc bộ và ghi 39 bàn thắng.
Vào tháng 8 năm 1994 ông chuyển đến Lincoln City.